# Knowsley (district)
Knowsley is een Engels district in het graafschap Merseyside en telt 150.000 inwoners. De oppervlakte bedraagt 87 km². Hoofdplaats is Huyton.
Van de bevolking is 14,8% ouder dan 65 jaar. De werkloosheid bedraagt 5,9% van de beroepsbevolking (cijfers volkstelling 2001).

## Civil parishesin district Knowsley
- Cronton
- Halewood
- Knowsley
- Prescot, Tarbock
- Whiston